# Lee Jung-il
Lee Jung-il ((이정일?, 李正日?); 4 novembre 1956) è un ex calciatore sudcoreano, di ruolo attaccante.